# 大幽眼蝶
大幽眼蝶（学名：Zophoessa dura），又名黛眼蝶、白尾蔭蝶，为蛺蝶科幽眼蝶屬下的一个种。

## 描述
本種為中大型眼蝶，具雌雄二型性，體背黑褐、腹側淺褐。
雄蝶：頭部與觸角黑褐，觸角具白紋，末端裸露。複眼周圍白毛，下唇鬚具白條紋。胸與足為褐色，前足退化、具毛呈刷狀。腹背褐、腹面白。前翅長33-38 mm，近三角形，翅頂略尖；後翅卵形，外緣波狀，M3脈具尾突。翅背面黑褐色，後翅外緣有淺黃帶紋，內含多枚黑褐斑點。翅腹面赭褐泛紫，有暗色斜帶與鏤空紋，前翅M1與M2室具退化眼紋，近翅頂有白斑。性標分布於前翅中室外側及M3、CuA1、CuA2、1A+2A脈。
雌蝶：體型與雄蝶相似，前足正常、具分節與刺。翅背色較淡，前翅外半部明顯變淺，後翅帶紋更清晰。翅腹面斑紋近似雄蝶但色調較淡，後翅內側多一黃紋，外緣具橙帶與白邊，後翅另有兩條白線與明顯眼紋列。緣毛黑白相間。

## 分布
本種分布於中國華西、華南、喜馬拉雅山區、阿薩密、中南半島、呂宋島與台灣。台灣地區分布於本島中高海拔地區，數量不多。

## 生態習性
本種幼蟲以禾本科植物，如芒草、台灣矢竹、玉山箭竹等為食，一年多世代，成蟲主要在春、夏、秋季活動。

## 資料來源
1. ↑  徐堉峰，梁家源，黃智偉，沈宗諭. . 農業部林業及自然保育署. 2021/12. ISBN 9786267100523.
2. 1 2  徐堉峰. . 台中市: 晨星出版社. 2013. ISBN 978-986-177-668-2.

## 外部連結
维基共享资源上的相關多媒體資源：大幽眼蝶